# Cratere Sontag
Sontag è un cratere sulla superficie di Mercurio.